# オープス磐梯
オープス磐梯（オープスばんだい）は、福島県耶麻郡磐梯町にかつて存在した場外勝馬投票券発売所である。

## 概要
新潟県競馬組合の場外馬券売場として建設され、2000年10月28日に営業を開始した。
新潟県競馬が2002年1月で廃止されると、その後は特別区競馬組合に貸し出され南関東公営競馬の場外発売が行われていた。
営業開始時から売上の1%は地元の磐梯町へ交付されていた。
2024年12月31日をもって勝馬投票券の発売を終了し事実上閉場することが、公式サイト及び公式Xにて発表された。勝馬投票券の払戻し業務も2025年3月3日で終了した。